# Ван Сянчжай
Ван Сянчжай (кит. трад. 王薌齋, упр. 王芗斋, пиньинь Wáng Xiāngzhāi; 26 ноября 1885 — 12 июля 1963), также известен как Нибао, Чжэнхэ, Юйсэн — китайский мастер синъицюань, основатель стиля Ицюань.

## Биография
Ван Сянчжай родился в китайской провинции Хэбэй. В детстве он был очень слабым ребёнком, чтобы поправить его здоровье, родители решили отдать его известному мастеру синъицюань Го Юньшэню.
Семья Ван имела родовые связи с семьёй Го. Существует легенда, что мастер Го Юньшэнь учил его стойкам чжан чжуан (столбовое стояние), так чтобы молодой Сянчжай сохранял стойку в течение часа.
Во время своей молодости, Ван Сянчжай был солдатом в Пекине, а в возрасте 33 лет он пустился в путешествие по всему Китаю, изучая боевые искусства у многих известных мастеров, таких как: монах Хэнлинь, мастер синъицюань Цзе Тефу, мастера южного стиля белого журавля Фан Цячжуан и Цзинь Шаофэн, мастер люхэбафа У Ихуэй и др. Набравшись опыта и соблюдая честность, в 1928 году Ван делает публичное заявление:
我在國內參學万余里，拜見拳家逾千人，堪稱通家者僅有兩個半人，即湖南解鐵夫，福建方恰庄与上海吳翼翬耳。
Я много путешествовал по всей стране, участвовал более чем в тысяче поединков, только 2,5 человек я не смог победить, их имена: Цзе Тефу из провинции Хунань, Фан Цячжуан из провинции Фуцзянь и У Ихуэй из Шанхая.
После семи лет исследований и учёбы, Ван утвердил себя в Пекине и вошёл в круг знаменитых мастеров этого города, также как в Тяньцзине и в Шанхае. В этот период своей жизни он встречался с уважаемым мастером люхэбафа У Ихуэем, стал другом мастера багуачжан Чжан Чжаодуна.
Он начал учить многих влиятельных мастеров боевых искусств, в их числе: Хун Ляньшунь, Чжао Даосинь, братья Хань Синцяо и Хань Синюань, Яо Цзунсюнь, Ван Шухэ (который изучил чжан чжуан за один год), и другие.
Он назвал своё учение ицюань, относительно стилей синъицюань и синьицюань. Позже, в 1940 году, один из его учеников, который был журналистом, публично назвал этот стиль дачэнцюань, что означает «великое свершение». Оба названия употребляются до сих пор.
В течение войны его посетило много японских мастеров. Один, Кенити Саваи, стал его учеником и основал собственную школу в Японии, назвав своё боевое искусство тайкикен. Саваи в основном обучался у Яо Цзунсюня, преемника Вана.
В конце своей жизи Ван Сянчжай исследовал целительные аспекты чжан чжуан и работал в разных больницах.
Он умер от болезни в 1963 году в городе Тяньцзинь.
Он был одним из первых китайских учителей, открыто обучавших приёмам чжан чжуан.